# Nekrolog 1489
Nekrolog
◄◄
| ◄
| 1485
| 1486
| 1487
| 1488
| 1489 | 1490 | 1491 | 1492 | 1493 | ► | ►►
Weitere Ereignisse | Allgemeiner Nekrolog 1489
Die Beschreibung der verstorbenen Person sollte so kurz wie möglich gehalten sein und nur deren signifikante Tätigkeit(en) enthalten.
Neue Namen ggf. auch unter dem Geburts- und Sterbedatum, also etwa unter 1. Januar und im Geburts- und Sterbejahr (2024) eintragen (nur bei entsprechender großer Wichtigkeit). Für Beispiele siehe die schon vorhandenen Artikel.
Außerdem über die fünf zuletzt Verstorbenen, zu denen es einen ausreichend guten Artikel für eine Präsentation auf der Hauptseite gibt, nach der todesbedingten Überarbeitung der Artikel ggf. auch unter Wikipedia Diskussion:Hauptseite informieren und sie am besten auch in den anderen Wikipedia-Sprachversionen eintragen. Tipp: Regelmäßig bei news.google.de nach „ist tot“, „gestorben“ oder „verstorben“ suchen.
Wenn eine Person gestorben ist, gibt es viele Seiten zu dieser Person in der Wikipedia, die davon auch betroffen sind und entsprechend aktualisiert werden müssen. Beispiele: Namenübersichtsseite, Geburtsjahr, Geburtsort-Seiten und viele mehr.
Wie finde ich die betroffenen Seiten?
Im Suchfeld auf der linken Seite gibt man den Suchbegriff so ein: „Vorname Nachname“. Dann klickt man auf Volltext und alle Seiten mit entsprechendem Suchtext werden aufgerufen. Hier sieht man dann schnell, wo auch das Todesjahr Sinn macht oder sogar ein Teil des Artikels angepasst werden muss. Auch hilft das „Werkzeug“ auf der linken Seite sehr gut, um solche Seiten aufzufinden: „Links auf diese Seite“. Somit ist die Wikipedia wieder aktuell in allen Bereichen! Hinweis: bei Eintragung der Kategorie „Gestorben JAHR“ wird der Missbrauchsfilter 49 ausgelöst, was jedoch nicht schlimm ist. Siehe: Spezial:Missbrauchsfilter/49
Dies ist eine Liste von im Jahr 1489 verstorbenen bekannten Persönlichkeiten. Die Einträge erfolgen innerhalb der einzelnen Daten alphabetisch sortiert. Tiere sind im Nekrolog für Tiere zu finden.

## Januar
| Tag       | Name                            | Beruf, bekannt als               | Alter | Beleg |
| --------- | ------------------------------- | -------------------------------- | ----- | ----- |
| 5. Januar | Martin Truchsess von Wetzhausen | Hochmeister des Deutschen Ordens |       |       |

## Februar
| Tag         | Name                | Beruf, bekannt als       | Alter | Beleg |
| ----------- | ------------------- | ------------------------ | ----- | ----- |
| 1. Februar  | Gerhard Buck        | deutscher Ordensbruder   |       |       |
| 14. Februar | Nikolaus von Tüngen | Fürstbischof von Ermland |       |       |
| 20. Februar | Georg II.           | Graf von Ortenburg       |       |       |

## März
| Tag      | Name                 | Beruf, bekannt als                             | Alter | Beleg |
| -------- | -------------------- | ---------------------------------------------- | ----- | ----- |
| 5. März  | Johannes I. Kaufmann | deutscher Zisterzienserabt und Hochschullehrer |       |       |
| 13. März | Konrad Bitz          | Bischof von Turku                              |       |       |

## April
| Tag       | Name               | Beruf, bekannt als       | Alter | Beleg |
| --------- | ------------------ | ------------------------ | ----- | ----- |
| 6. April  | Hans Waldmann      | Bürgermeister von Zürich |       |       |
| 26. April | Ashikaga Yoshihisa | japanischer Shogun       | 23    |       |

## Mai
| Tag     | Name                      | Beruf, bekannt als                                                      | Alter | Beleg |
| ------- | ------------------------- | ----------------------------------------------------------------------- | ----- | ----- |
| 3. Mai  | Stanisław Kazimierczyk    | polnischer römisch-katholischer Ordensgeistlicher, Pfarrer und Prediger | 55    |       |
| 21. Mai | Heinrich V. von Rosenberg | böhmischer Adeliger                                                     | 32    |       |
| 26. Mai | Johannes Hettlinger       | Stadtschreiber von Rapperswil                                           |       |       |
| 26. Mai | Adolf Rusch               | Drucker, Verleger und Geschäftsmann der Inkunabelzeit                   |       |       |
| 28. Mai | Gerontius von Moskau      | Bischof von Kolomna und Metropolit von Moskau                           |       |       |

## Juni
| Tag      | Name               | Beruf, bekannt als                                                                       | Alter | Beleg |
| -------- | ------------------ | ---------------------------------------------------------------------------------------- | ----- | ----- |
| 2. Juni  | Michael Czacheritz | Propst des Augustiner-Chorherrenstifts in Glatz und Verfasser der dortigen Stiftschronik |       |       |
| 20. Juni | Georg Golser       | katholischer Bischof der Diözese Brixen                                                  |       |       |

## Juli
| Tag      | Name      | Beruf, bekannt als                         | Alter | Beleg |
| -------- | --------- | ------------------------------------------ | ----- | ----- |
| 19. Juli | Ludwig I. | Pfalzgraf und Herzog von Pfalz-Zweibrücken |       |       |

## September
| Tag          | Name             | Beruf, bekannt als             | Alter | Beleg |
| ------------ | ---------------- | ------------------------------ | ----- | ----- |
| 8. September | Richard Edgcumbe | englischer Adliger und Höfling |       |       |

## Oktober
| Tag         | Name                   | Beruf, bekannt als | Alter | Beleg |
| ----------- | ---------------------- | ------------------ | ----- | ----- |
| 4. Oktober  | Johann Wessel          | Humanist           |       |       |
| 27. Oktober | Albert II. Krummendiek | Bischof von Lübeck |       |       |

## Dezember
| Tag          | Name                  | Beruf, bekannt als                                                     | Alter | Beleg |
| ------------ | --------------------- | ---------------------------------------------------------------------- | ----- | ----- |
| 15. Dezember | Johann Beckenschlager | katholischer Geistlicher; Erzbischof von Gran; Erzbischof von Salzburg |       |       |
| 15. Dezember | Simon Marmion         | französisch-flämischer Maler und Illustrator                           |       |       |

## Datum unbekannt
| Tag | Name                      | Beruf, bekannt als                                    | Alter | Beleg |
| --- | ------------------------- | ----------------------------------------------------- | ----- | ----- |
|     | Gorampa Sönam Sengge      | 6. Thronhalter des Ngor-Klosters                      |       |       |
|     | Bernhard Gradner          | österreichischer Freiherr (Steiermark)                |       |       |
|     | Louis de Laval            | französischer Aristokrat und Politiker                |       |       |
|     | Bahlul Lodi               | Regent des islamischen Sultanats von Delhi            |       |       |
|     | Jean II. de Neufchâtel    | französischer Militär und Diplomat                    |       |       |
|     | Margarete von Brandenburg | Herzogin von Pommern                                  |       |       |
|     | Robert I. von der Mark    | Gouverneur des Herzogtums Bouillon                    |       |       |
|     | Niklaus von Scharnachthal | Schultheiss von Bern                                  |       |       |
|     | Cunrat Segenschmid        | Schriftsteller des späten Mittelalters und Seelsorger |       |       |